# George Wallach
George Curtis Locke Wallach (* 20. März 1883 in Castle Douglas, Schottland; † 2. April 1980 in Manchester, Vereinigtes Königreich) war ein britischer Langstrecken- und Crossläufer schottischer Abstammung.
George Wallach war der Sohn des aus Deutschland eingewanderten Klempners Hermann Wallach und dessen schottischer Ehefrau Janet Wallach. Er war das zwölfte von insgesamt 18 Kindern des Ehepaares. George Wallach zog 1905 nach Lewes und 1906 nach Lancashire. Er hatte dort Arbeit bei der Manchester Evening News gefunden. 
Sportlich hatte er sich auf den Langstrecken- und den Crosslauf spezialisiert. Er nahm an den schottischen Leichtathletikmeisterschaften teil und wurde 1911 Meister im 4-Meilen-Lauf. Im gleichen Jahr gewann er beim Cross der Nationen, dem Vorläufer der Crosslauf-Weltmeisterschaften, Bronze sowohl in der Einzel- als auch in der Mannschaftswertung. 1912 kam eine Silbermedaille mit der Mannschaft hinzu. Wallach erhielt eine Einladung in den Olympiakader des Vereinigten Königreiches. Bei den Olympischen Spielen 1912 in Stockholm startete Wallach im 10.000-Meter-Rennen, konnte jedoch seinen Vorlauf nicht beenden und schied aus.
Nach den Olympischen Spielen gewann er 1913 eine weitere Bronzemedaille mit der Crossmannschaft. Im gleichen Jahr wurde er schottischer Meister über vier und zehn Meilen. 1914 konnte er seinen Landesmeistertitel über zehn Meilen verteidigen, außerdem wurde er schottischer Crosslaufmeister und gewann zwei Silbermedaillen beim Cross der Nationen 1914, eine in der Einzel- und eine in der Mannschaftswertung.
Nach dem Ersten Weltkrieg konnte Wallach an seine sportlichen Leistungen anknüpfen. Im Alter von 40 Jahren wurde er 1922 noch einmal schottischer Crosslaufmeister. Zudem gewann er zwei weitere Bronzemedaillen mit der Mannschaft beim Cross der Nationen 1922 und 1924.